# Cacti
Cacti és un programari de codi obert, utilitzat per motitoritzar xarxes de forma gráfica i dissenyat per aprofitar el poder d'emmagatzematge i la funcionalitat per a gràfiques que posseeixen les aplicacions RRDtool. Aquesta eina, desenvolupada en PHP, proveeix un polling àgil, plantilles de gràfics avançades, múltiples mètodes per a la recopilació de dades, i maneig d'usuaris. Té una interfície d'usuari fàcil d'usar, que resulta convenient per a instal·lacions de la grandària d'una LAN, així com per a xarxes complexes amb centenars de dispositius.

## Introducció

### Què és una RRDtool?
RRDtool és l'acrònim de (Round Robin Database tool), o sigui que es tracta d'una eina que treballa amb una base de dades que utilitza Planificació Round-robin. Aquesta tècnica treballa amb una quantitat fixa de dades i un punter a l'element actual. La manera en què treballa una base de dades utilitzant Round Robin és el següent; es tracta la base de dades com si fos un cercle, sobreescrivint les dades emmagatzemades, una vegada aconseguida la capacitat de la base de dades. La capacitat de la base de dades depèn de la quantitat d'informació com a historial que es vulgui conservar.

### Quin tipus de dades poden ser emmagatzemats en una RRD?
Qualsevol, sempre que es tracti d'una sèrie temporal de dades. Això significa que s'ha de poder realitzar mesures en alguns punts de temps i proveir aquesta informació a la RRDtool perquè l'emmagatzemi.
Un concepte lligat a les RRDtool és el de SNMP, acrònim de (Simple Network Management Protocol). Aquest protocol pot ser usat per fer consultes a dispositius sobre el valor dels comptadors que ells tenen (ej: una impressora). El valor obtingut d'aquests comptadors és el que volem guardar en la RRD.

### Què puc fer amb aquesta eina?
Puc, a través de Cacti, representar gràficament les dades emmagatzemades en la RRD: ús de connexió a internet, dades com a temperatura, velocitat, voltatge, nombre d'impressions, etc. La RRD és utilitzada per emmagatzemar i processar dades recol·lectades via SNMP.
En definitiva, per fer ús d'una RRDtool, es necessita un sensor per mesurar les dades i poder alimentar al RRDtool amb aquestes dades. Llavors, la RRDtool crea una base de dades, emmagatzema les dades en ella, recupera aquestes dades i basant-se en ells, Cacti crea gràfics en format PNG.

### Font de dades
Per manejar la recopilació de dades, se li pot passar a Cacti la ruta a qualsevol script o comando juntament amb qualsevol dada que l'usuari necessités ingressar; Cacti reunirà aquestes dades, introduint aquest treball en el cron (per al cas d'un sistema operatiu Linux) i carregarà les dades en la BD MySQL i els arxius de Planificació Round-robin que hagi d'actualitzar.
Una font de dades també pot ser creada. Per exemple, si es volgués representar en una gràfica els temps de ping d'un host, es podria crear una font de dades, utilitzant un script que faci ping a un host i retorni el valor en mil·lisegons. Després de definir opcions per la RRDtool, com ser la forma d'emmagatzemar les dades, un pot definir qualsevol informació addicional que la font d'entrada de dades requereixi, com ser en aquest cas, la IP del host al qual fer el ping. Tan bon punt una font de dades és creada, és automàticament mantinguda cada 5 minuts.

### Gràfics
Una vegada que una o més fonts de dades són definides, una gràfica de RRDtool pot ser creada usant les dades obtingudes. Cacti permet crear pràcticament qualsevol gràfica, utilitzant tots els estàndards de tipus de gràfiques de RRDtool i funcions de consolidació.
No només es pot crear gràfics basats en la RRDtool, sinó que també hi ha diverses formes de mostrar-les. Juntament amb una “llista de vistes” estàndard i una “vista preliminar”, també existeix una “vista en arbre”, la qual permet col·locar gràfics un arbre jeràrquic, per a propòsits organizacionales.

### Maneig d'usuaris
Donades les moltes funcions que ofereix Cacti, l'eina compta amb la funcionalitat de maneig d'usuaris embeguda, per així fer possible afegir un usuari i donar-li permisos a certes àrees de Cacti. Això permet tenir usuaris que puguin canviar paràmetres d'un gràfic, mentre que uns altres només poden veure els gràfics. Així mateix, cada usuari manté la seva pròpia configuració de vista de gràfics.

### Plantilles
Cacti pot escalar a un gran nombre de fonts de dades i gràfics a través de plantilles. Això permet la creació d'una única plantilla de gràfics o font de dades, la qual defineix qualsevol gràfic o font de dades associada amb aquesta plantilla. Les plantilles de hosts permeten definir les capacitats d'un host, així Cacti pot utilitzar aquesta informació a l'hora d'agregar un nou host.